# 데인 세인트클레어
데인 트리스탄 세인트클레어(영어: Dayne Tristan St. Clair, 1997년 5월 9일 ~ )는 캐나다의 축구 선수로 현재 메이저 리그 사커의 미네소타 유나이티드 FC에서 골키퍼로 활동 중이다.